# Eburodacrys mancula
Eburodacrys mancula es una especie de escarabajo longicornio del género Eburodacrys, tribu Eburiini, subfamilia Cerambycinae. Fue descrita científicamente por White en 1853.

## Descripción
Mide 16,7-20,7 milímetros de longitud.

## Distribución
Se distribuye por Brasil.